# Almanzora (fleuve)
 (juillet 2024).
Si vous disposez d'ouvrages ou d'articles de référence ou si vous connaissez des sites web de qualité traitant du thème abordé ici, merci de compléter l'article en donnant les références utiles à sa vérifiabilité et en les liant à la section « Notes et références ».
Pour les articles homonymes, voir Almanzora (homonymie).
L'Almanzora est un fleuve situé dans la province d'Almería en Andalousie (Espagne).
Le fleuve Almanzora prend sa source sur le versant nord de la sierra de los Filabres, sur la limite entre les provinces de Grenade et d'Almeria. Il traverse les villes de Serón, Tíjola, Purchena, Cantoria, Albox, Arboleas et Zurgena ; il passe non loin de la ville de Huércal-Overa, traverse la ville de Cuevas del Almanzora avant de se jeter dans la mer Méditerranée à Punta del Rio, située entre Palomares et Villaricos, après un parcours de 90 kilomètres.
Il entre parfois en crue comme en septembre 2012. La précédente crue datait d'octobre 1973.
L'appellation actuelle provient de l'arabe (Al Mansoura المنصورة) signifiant « La Victorieuse ».

## Bassin versant

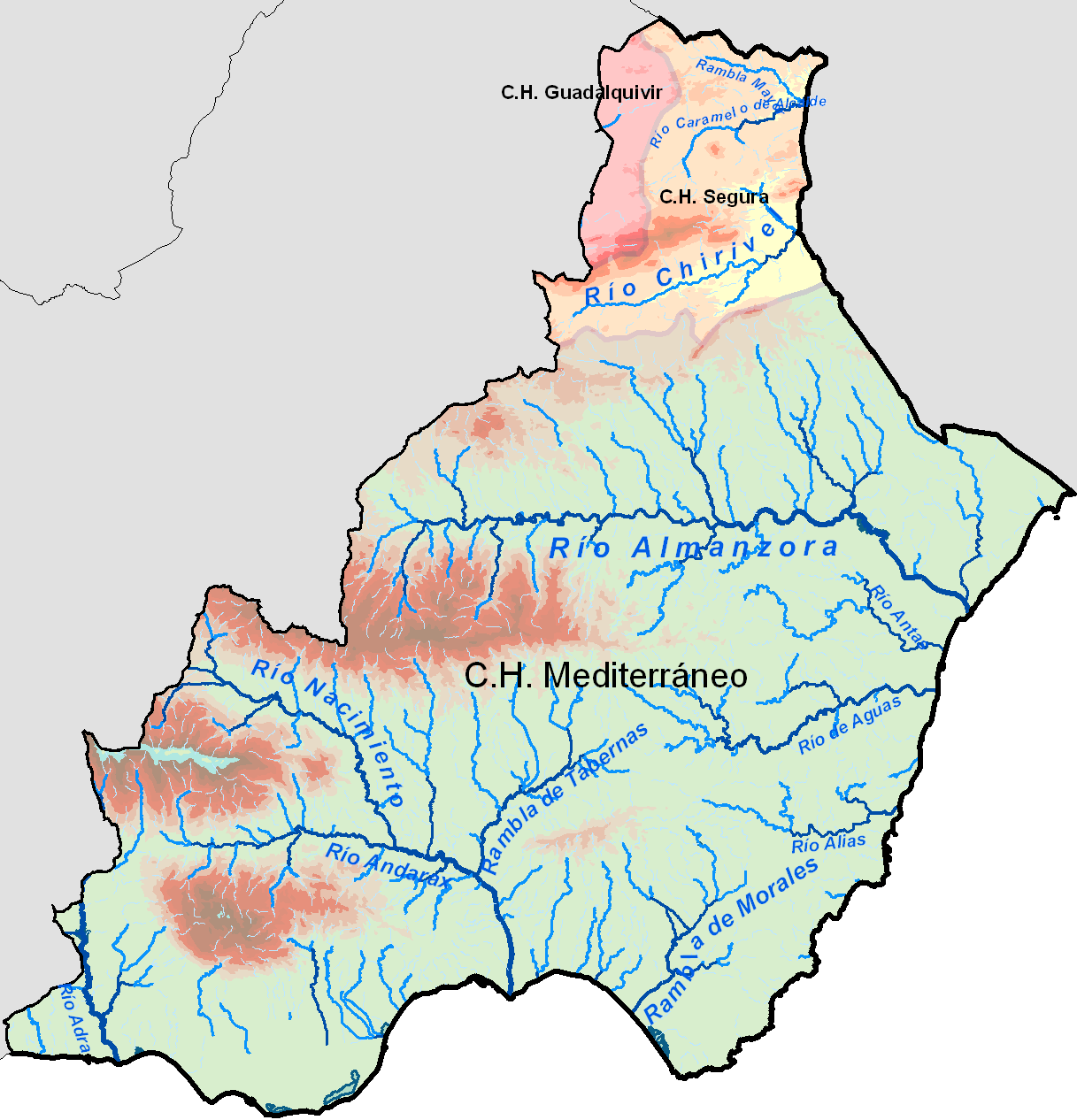
Hydrographie de la province d'Almería

Le bassin de l'Almanzora est limité au sud par la sierra de los Filabres qui culmine à 2168 mètres à l'observatoire astronomique du Calar Alto. Les autres points culminants sont le Tetica de Bacares (2080 m) et les Dos Picos (2086 m). Vers le sud, les bassins versants limitrophes sont ceux du fleuve Andarax (via la rivière Nacimiento et la rambla de Tabernas), du rio de Aguas et du rio Antas.
À l'ouest et au nord, il est limité par la sierra de las Estancias qui comprend la sierra de Lúcar (1722 m), la sierra del Madroñal (1350 m), la sierra de Oria (1500 m) et la sierra del Saliente (1450 m). Vers l'ouest, le bassin versant limitrophe est celui du Guadalquivir (via le rio de Baza et le rio Guardal qui rejoignent le fleuve Guadalquivir via le rio Guadiana Menor).
À l'est, il est limité par la cime du Cabezo de la Jara (1246 m) où se trouve un observatoire, par la sierra de Enmedio qui culmine à 856 m au Cerro del Medro, par la sierra de la Almenara (639 m au Colorado) et par la sierra Almagrera qui culmine à 367 m au mont Tenerife. Vers le nord et vers l'est, le bassin versant est celui du Segura (via la rambla de Chirivel et le rio Guadalentín).